# Svenja Brunckhorst
Svenja Brunckhorst, född 19 oktober 1991 i Rotenburg, är en tysk basketspelare.
Svenja Brunckhorst deltog vid olympiska sommarspelen 2024 och var en del av det tyska lag som tog guld i 3x3-basket.